# Хрули (Полтавская область)
Хрули (укр. Хрулі) — село, Заводская городская община, Миргородский район, Полтавская область, Украина.
Код КОАТУУ — 5322681107. Население по переписи 2001 года составляло 121 человек.

## Географическое положение
Село Хрули находится на левом берегу реки Сула, выше по течению на расстоянии в 0,5 км расположено село Песочки, ниже по течению на расстоянии в 1,5 км расположено село Бодаква, на противоположном берегу — село Васильки. Река в этом месте извилистая, образует лиманы, старицы и заболоченные озёра.

## История
- 1649 — дата основания.